# Мендзыбуж (гмина)
Мендзыбуж (пол. Międzybórz) — городско-сельская гмина (волость) в Польше, входит как административная единица в Олесницкий повет, Нижнесилезское воеводство. Население — 4988 человек (на 2004 год).

## Демография
| Перепись                       | Всего   | Всего | Женщины | Женщины | Мужчины | Мужчины |
| ------------------------------ | ------- | ----- | ------- | ------- | ------- | ------- |
| Единицы                        | человек | %     | человек | %       | человек | %       |
| Население                      | 4988    | 100   | 2527    | 50,7    | 2461    | 49,3    |
| Плотность населения (чел./км²) | 56,3    | 56,3  | 28,5    | 28,5    | 27,8    | 27,8    |

## Сельские округа
1. Бонкув
2. Буковина-Сыцовска
3. Дзеславице
4. Халдрыховице
5. Камень
6. Клёнув
7. Крашув
8. Крулевска-Воля
9. Лигота-Рыбиньска
10. Нивки-Крашовске
11. Нивки-Ксёнженце
12. Осе
13. Оска-Пила

## Соседние гмины
1. Гмина Кобыля-Гура
2. Гмина Сосне
3. Гмина Сыцув
4. Гмина Твардогура